# 일본의 도시권
일본의 도시권은 주요 도시를 중심으로, 해당 지역의 경제나 인구 규모가 일정 정도 이상이 되었을 때 지역권을 구분하는 등의 용도로 이용하기 위해 규정한 개념이다. 주로 3대 도시권 및 7대 도시권, 12대 도시권 등을 이용한다. 7대 도시권 및 12대 도시권은 총무성이 도시지역의 인구를 파악하기 위해 이용하는 지표이다.

## 3대 도시권

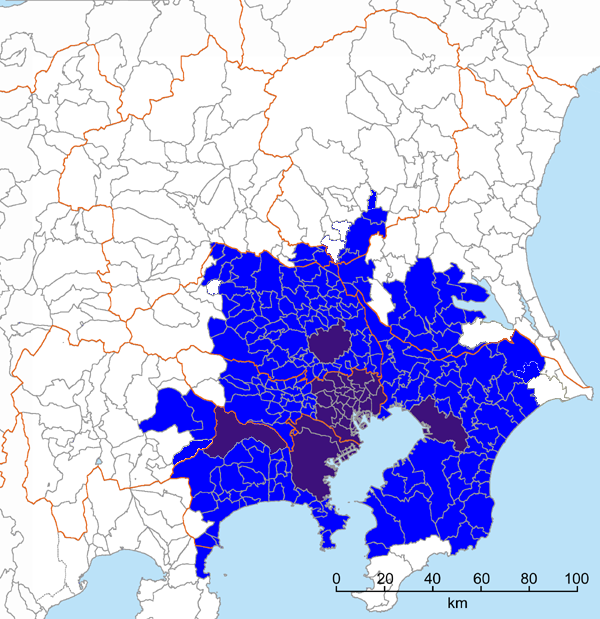
칸토 도시권

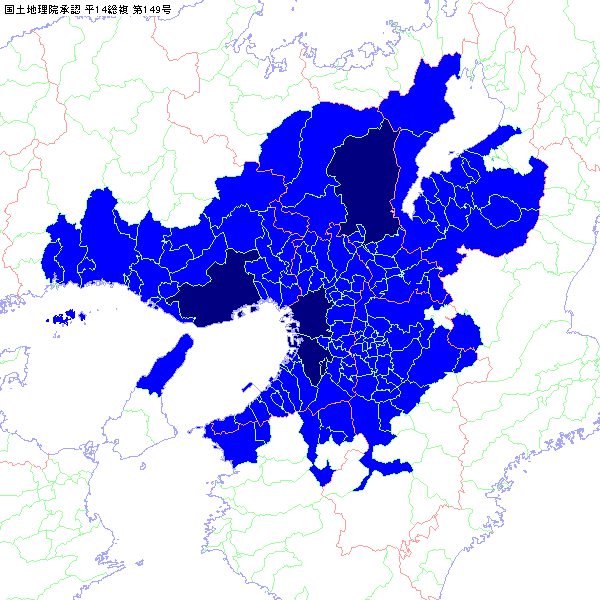
케이한신 도시권

3대 도시권은 도쿄권(또는 수도권), 나고야권(또는 주쿄권), 오사카권(또는 긴키권)을 묶어서 이르는 말이다.

### 3대 도시권의 범위
통상적인 3대 도시권의 범위는 다음과 같다.
- 도쿄권(또는 수도권) : 간토 지방 남부의 1도(도쿄도) 3현(사이타마현·지바현·가나가와현)
- 나고야권(또는 주쿄권) : 기후현·아이치현·미에현의 나고야 도시권 지역. 3현을 총칭하는 경우에는 ‘도카이 3현’이라고도 한다. 미에 현의 이가 지방은 제외된다.
- 오사카권(또는 긴키권) : 교토부·오사카부·시가현·효고현·나라현·와카야마현의 2부 4현과 미에현의 이카 지방, 후쿠이현의 와카사 지방.

이상의 14도부현이 3대 도시권, 또는 대도시권이며 이 외의 33도현은 ‘지방권’이라고 한다.

### 법령에서 규정한 범위
1956년에 제정된 수도권정비법에서는 수도권을 “도쿄도의 구역 및 정령으로 정하는 그 주변의 지역을 일체로 한 광역”이라고 규정하고 있다. 시행령에서는 구체적으로 도쿄 도와 이바라키현, 도치기현, 군마현, 사이타마현, 지바현, 가나가와현, 야마나시현을 포함한다고 하고 있다.
1966년에 제정된 주부권개발정비법에서는 주부권을 도야마현, 이시카와현, 후쿠이현, 나가노현, 기후현, 시즈오카현, 아이치현, 미에현, 시가현으로 규정하고 있다. 호쿠리쿠 지방의 오야시라즈 서쪽의 3현과 긴키 지방의 시가현, 미에현이 포함되어 있다.
1963년에 제정된 긴키권정비법에서는 긴키권을 후쿠이현, 미에현, 시가현, 교토부, 오사카부, 효고현, 나라현, 와카야마현으로 규정하고 있다.

### 6대 도시
3대 도시권 내의 인구가 많은 도쿄도의 구지역과 요코하마시, 나고야시, 오사카시, 교토시, 고베시의 6개 도시를 6대 도시라고 한다. 6대 도시는 3대 도시권의 주요 도시를 나타낸다.
법적인 6대 도시는 1922년에 제정된 〈6대도시행정감독에관한법률〉에 의해 규정되었다. 에도 시대부터 인구가 많았던 도쿄 시(에도), 오사카시, 교토시의 3도와 요코하마시, 나고야시, 고베시를 더한 것으로 메이지 시대부터 고도 경제성장 전까지 인구가 많았던 상위 6도시와 같다.

### 3대 도시권으로의 집중
일본의 인구나 기업 활동, 대학 등은 3대 도시권에 집중되어 있다. 전 인구의 49%가 3대 도시권(각 도시의 도심으로부터 50킬로미터 내의 범위)에 거주하고 있다.
3대 도시권 중에도 1970년대 이후의 도쿄권으로 집중하는 경향이 가장 강하다. 은행 대출액의 50%가 도쿄권에 집중되어 있으며, 일본내의 외국 법인의 91.1%가 도쿄권에, 자본금 10억 엔이상의 기업의 본사는 56.5%가 도쿄권에 위치하고 있다. 이전에는 경제의 중심으로 도쿄를 위협하던 오사카권은 잇따른 대기업의 도쿄 이전으로 인해 도쿄권과의 격차가 더욱 벌어지고 있다.
대도시로 인구나 경제활동이 집중되는 것은 경제활동의 효율화를 가져오지만, 인구나 기업이 3대 도시권으로 과도하게 집중되면서 다양한 도시문제를 유발하고 있다. 출근난, 교통난, 열섬 현상 등이다. 한편 지방은 갈수록 위축되어, 인구의 감소와 노동력 부족이 심각한 문제가 되면서 경제도 함께 위축되고 있다.

## 7대 도시권
7대 도시권은 총무성 통계국이 인구 조사에서 전국의 도시지역의 인구 등을 파악하기 위하여 이용한 지표로, 도쿄도의 구지역과 정령지정도시를 기준으로 하는 지역 구분이다. 국내에 7개의 대도시권을 규정하고 있기 때문에 이렇게 불린다.

### 7대 도시권의 정의
- 중심 도시

중심 도시는 도쿄도의 구지역과 정령지정도시. 다만 중심 도시가 서로 근접하고 있을 때에는 그 지역을 통합하여 게이한신과 같은 하나의 대도시권으로 규정한다.
- 주변 시정촌

중심 도시시로 15세 이상의 통근·통학자 수의 비율이 해당 시정촌 상주인구의 1.5% 이상으로, 중심시와 접하고 있는 시정촌. 다만 중심 도시로 통근·통학하는 인구의 비율이 1.5% 미만이라 하더라도, 주위가 1.5% 이상의 시정촌에 둘러싸여 있는 경우는 주변 시정촌으로 규정한다.

### 7대 도시권의 목록
2000년의 인구 조사에 따른 인구순으로 나열된 목록이다.
| 도시권 명                  | 인구      | 면적      | 인구밀도   | 중심 도시                                              |
| -------------------------- | --------- | --------- | ---------- | ------------------------------------------------------ |
| 간토 대도시권              | 3461만 명 | 13754 km2 | 2516명/km2 | 도쿄 도 구지역·요코하마시·가와사키시·지바시·사이타마시 |
| 게이힌요 대도시권          | 3449만 명 | 13449 km2 | 2555명/km2 | 도쿄 도 구지역·요코하마시·가와사키시·지바시            |
| 게이한신 대도시권          | 1864만 명 | 11169 km2 | 1669명/km2 | 교토시·오사카시·고베시                                 |
| 주쿄 대도시권              | 874만 명  | 6380 km2  | 1370명/km2 | 나고야시                                               |
| 기타큐슈·후쿠오카 대도시권 | 542만 명  | 4943 km2  | 1096명/km2 | 기타큐슈시·후쿠오카시                                  |
| 삿포로 대도시권            | 251만 명  | 4188 km2  | 599명/km2  | 삿포로시                                               |
| 센다이 대도시권            | 219만 명  | 5149 km2  | 424명/km2  | 센다이시                                               |
| 히로시마 대도시권          | 204만 명  | 4142 km2  | 493명/km2  | 히로시마시                                             |

2000년 당시에는 ‘게이힌요 대도시권’이라고 인식되었지만, 2001년 5월 1일에 사이타마시가 발족하고 2003년 4월 1일에 정령지정도시가 될 예정이었으므로 통계 발표시에는 사이타마 시도 중심 도시에 포함한 간토 대도시권도 게재되었다.

## 12대 도시권
7대 도시권 외에도 2000년의 인구 조사 당시에 인구 50만 명 이상인 시는 5개가 있었다. 이 5개 시를 중심으로 하는 도시권은 5도시권이라 하며, 7대 도시권과 5도시권을 아울러 12대 도시권이라고 규정하였다.

### 5도시권의 목록
- 오카야마 도시권 : 161만 명
- 구마모토 도시권 : 146만 명
- 니가타 도시권 : 135만 명
- 하마마쓰 도시권 : 123만 명
- 가고시마 도시권 : 109만 명